# Cantu la Jorcaúra

El cantu la Jorcaúra o Jorcaúra el Cantu es una cumbre de 1272 metros de altitud, situada en el cordal de Tresviso por encima de esta localidad y que constituye un vértice geodésico de tercer orden. 
La vía normal de ascensión parte por encima del ayuntamiento de Tresviso y pasando El Sel se llega hasta la Redonda de Cuerto Rubio, lugar desde el que se continúa ascendiendo para llegar a la cumbre del Cantu la Jorcaúra.
Desde este pico se aprecia una panorámica que incluye el pueblo de Tresviso y que descubre los pueblos de Peñamellera Baja (San Esteban, Cuñaba...), el valle de Peñarrubia y el término municipal de Bejes, así como el imponente macizo de los Urrieles de Picos de Europa, donde en días despejados podemos contemplar el Picu Urriellu.